# Кудо, Харука
Харука Кудо (яп. 工藤 遥 Кудо: Харука, род. 27 октября 1999 года в префектуре Сайтама, Япония) — японская актриса и певица, бывший японский идол, бывшая участница 10-го поколения японской идол-группы Morning Musume. До Morning Musume была участницей Hello! Pro Egg.

## Биография

### 2010
27 марта 2010 года на концерте 2010 Hello! Project Shinjin Kōen Sangatsu: Yokohama Gold! Харука Кудо была представлена как новая участница Hello! Pro Egg.
Её концертный дебют состоялся 1 мая 2010 года на концерте Hello! Project presents: Hello Fest in Odaiba Gourmet Park Festival.

### 2011
В 2011 году Кудо приняла участие в прослушиваниях в 10-е поколение Morning Musume.
Также в сентябре было объявлено, что Харука примет участие в двух театральных пьесах: Ribbon: Inochi no Audition (представления начнутся 8 октября) и 1974 (представления начнутся 14 декабря). В 1974 также примет участие и Карин Миямото из Hello! Pro Egg.
29 сентября 2011 года на концерте в Nippon Budokan в рамках концертного тура Morning Musume Concert Tour 2011 Aki Ai Believe: Takahashi Ai Sotsugyou Kinen Special были объявлены победительницы прослушиваний в Morning Musume. Кудо успешно прошла прослушивания вместе с Харуной Иикубо, Аюми Исидой и Масаки Сато.

### 2017
19 мая Харука Кудо и Масаки Сато выпустили сингл «Miss Henkan!!».
11 декабря выпустилась из Morning Musume на концерте Morning Musume Tanjou 20 Shuunen Kinen Concert Tour 2017 Aki ~We are MORNING MUSUME~ Kudo Haruka Sotsugyou Special в Nippon Budokan.

### 2018

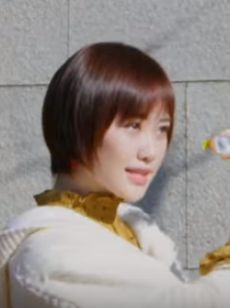
Кадр из телесериала Супер Сэнтай, Харука в роли Умики Хаями.

11 января было объявлено, что Харука присоединилась к актёрскому составу телесериала Супер Сэнтай, сезон Команда воров — Люпенрейнджеры против Полицейского отряда — Патрейнджеров, и исполнит роль Умики Хаями / Люпен Жёлтой.

## Группы и юниты Hello! Project
- Morning Musume (2011—2017)
- Hello! Project Mobekimasu (2011)

## Сольная дискография

### Песни
- «Korezo Shinobi no Renkinjutsu!» (из альбома Eiga & Butai "JK Ninja Girls" Original Soundtrack)
- «Himeta Omoi» (из альбома  Kaitou Sentai Lupinranger VS Keisatsu Sentai Patranger Mini Album 3)
- «Dear My Friends» (из альбома Kaitou Sentai Lupinranger VS Keisatsu Sentai Patranger VS Character Song Album)

### DVD/Blu-ray
| № | Название                           | Дата выпуска    | Чарты               | Лейбл                      |
| № | Название                           | Дата выпуска    | Oricon Weekly Chart | Лейбл                      |
| - | ---------------------------------- | --------------- | ------------------- | -------------------------- |
| 1 | Greeting: Kudō Haruka              | 2012            | —                   | e-Hello! series            |
| 2 | Haruka                             | 7 ноября 2012   | 30                  | Zetima (EPBE-5452)         |
| 3 | Kudo Haruka DVD "Haruka -Thirteen- | 15 мая 2013     | —                   | Up-Front Works (UFBW-2083) |
| 4 | Simple                             | 22 октября 2014 | —                   | Zetima                     |
| 5 | Harukaze -Haruka-                  | 6 июля 2016     | 44                  | Zetima                     |
| 6 | Do The Vacation                    | 22 ноября 2017  | 58                  | Zetima                     |

## Фотокниги
Сольные фотокниги
1. Do (27 октября 2012, Wani Books, ISBN 978-4847045035)
2. Ashita Tenki ni Naare! (27 сентября 2014, Wani Books, ISBN 978-4-8470-4686-5)
3. Harukaze (27 февраля 2016, Wani Books, ISBN 978-4-8470-4822-7)
4. Kudo Haruka (27 октября 2017, Wani Books, ISBN 978-4-8470-4961-3)
5. Haruka (27 апреля 2019, Wani Books, ISBN 978-4-8470-8209-2)
6. Lively (27 марта 2020, Wani Books, ISBN 978-4-8470-8276-4)

Совместные фотокниги
- Morning Musume '14 BOOK "Sayumin no... Oshiete Kouhai!" (20 января 2015, Wani Books, ISBN 978-4-8470-4715-2)
- Morning Musume '17 Shijou Drama "Haikei, Haru-senpai! ~Higashi-Azabu Koukou Hakusho~" (11 декабря 2017, Wani Books, ISBN 978-4-8470-4982-8)
- Morning Musume 20 Shuunen Kinen Official Book (19 июня 2018, Wani Books, ISBN 978-4-8470-8125-5)

Другие
- Haru Camera (11 апреля 2018, Odyssey Books, ISBN 978-4-8470-8112-5)
- Kudo Haruka 2019nen Calendar (13 октября 2018)
- Kudo Haruka 2020nen Calendar (2 ноября 2019)

## Фильмография

### Фильмы
- Kaitou Sentai Lupinranger VS Keisatsu Sentai Patranger en film (2018) — в роли Умики Хаями / Люпин Жёлтый.
- Lupinranger VS Patranger VS Kyuranger (2019) — в роли Умики Хаями / Люпин Жёлтый.
- Kishiryu Sentai Ryusoulger VS Lupinranger VS Patranger (2020) — в роли Умики Хаями / Люпин Жёлтый.
- Восхождение Котэры (яп. キリン 午後の紅茶 Noboru Kotera-san) (2020) — в роли Котэры.

### Дорамы
- Suugaku Joshi Gakuen[англ.] (11 января 2012 — 28 марта 2012, Nippon Television)
- Otona e Novel (3 сентября 2015, NHK Education TV) [17][18]
- Супер Сэнтай, сезон Команда воров – Люпенрейнджеры против Полицейского отряда — Патрейнджеров (11 февраля 2018 — 10 февраля 2019, TV Asahi) — в роли Умики Хаями/Люпен Жёлтая.

### Театр
- Kūkan Jelly Vol. 12 "Ima ga Itsuka ni Naru Mae ni" (30 октября—7 ноября, 2010, Big Tree Theater, Икэкубуро, Тосима, Токио)[19]
- Re-born: Inochi no Audition (8—17 октября 2011, Space Zero Hall, Токио)[5][6]
- 1974 (Ikunayo ~ Please Don't Go) (14 декабря 2011—)[5][6]
- Stacies — Shoujo Saisatsu Kageki (6—12 июня 2012) [20]
- Gogakuyuu (12—17 июня, 2013, Kinokuniya Southern Theater, Токио), (22—23 июня 2013, Theater BRAVA!, Осака)
- LILIUM -Lilium Shoujo Junketsu Kageki- (5—15 июня 2014, Ikebukuro Sunshine Theater, Токио), (20—21 июня 2014, Morinomiya Piloti Hall, Осака)[21]
- TRIANGLE (18—28 июня, 2015, Sunshine Theater, Токио)[22]
- Zoku 11nin Iru! Higashi no Chihei, Nishi no Towa (11—12 июня 2016, Kyoto Gekijo in Kyoto, Киото) (16—26 июня 2016, Ikebukuro Sunshine Theater, Токио)[23]
- Pharaoh no Haka (2—11 июня 2017, Ikebukuro Sunshine Theater, Токио)[24]
- Itsumo Pocket ni Chopin (14—15 июня 2019, Токио)[25][26]
- Mahou Tsukai no Yome (в роли Тисэ Хатори, 5—14 октября 2019, Токио)[27]

## См.также
- Morning Musume
- Список участниц Morning Musume
- Дискография Morning Musume